# Мајкл Хиксон
Мајкл Хиксон (енгл. Michael Hixon; Амхерст, 16. јул 1994) елитни је амерички скакач у воду чија специјалност су углавном синхронизовани и појединачни скокови са даске са висине од једног и три метра. 

## Каријера
Хиксон је рођен у спортској породици, његова мајка Менди је бивша скакачица у воду и тренутни тренер у скоковима у воду на Универзитету Масачусетс, док је отац Дејвид кошаркашки тренер. Скокове је почео да тренира са 7 година, а мајка му је управо била и први тренер. Први запаженији успех у каријери остварио је као дванаестогодишњи дечак освојивши титулу националног првака у свом узрасту. Четири године касније осваја сребро на светском првенству за јуниоре (у синхронизованим скоковима са даске) и бронзу на Олимпијским играма младих у Сингапуру (даска 3 метра појединачно). 
Први значајнији успех у сениорској каријери остварио је на светском првенству 2015. у руском Казању где је освојио бронзану медаљу у скоковима са једнометарске даске. 
На америчком националном првенству 2016. изборио се за пласман на Летње олимпијске игре 2016. у Рио де Жанеиру где је у пару са Семом Дорманом освојио сребрну медаљу у синхронизованим скоковима са даске. У Рију се такмичио и у појединачним скоковима са даске, и у тој дисциплини је заузео десето место.